# 曼戈瓦勒
曼戈瓦勒（法語：Mingoval，法語發音：[mɛ̃ɡɔval]）是法国上法蘭西大區加来海峡省的一个市镇，属于阿拉斯区。

## 地理
曼戈瓦勒（50°22'28"N, 2°34'28"E）面积3.79 平方千米，位于法国上法蘭西大區加来海峡省，该省份为法国北部沿海省份，西北濒北海，南至索姆省，东临北部省。
与曼戈瓦勒接壤的市镇（或旧市镇、城区）包括：科库尔、阿图瓦地区欧比尼、贝通萨尔、萨维贝尔莱特、维莱沙泰勒。

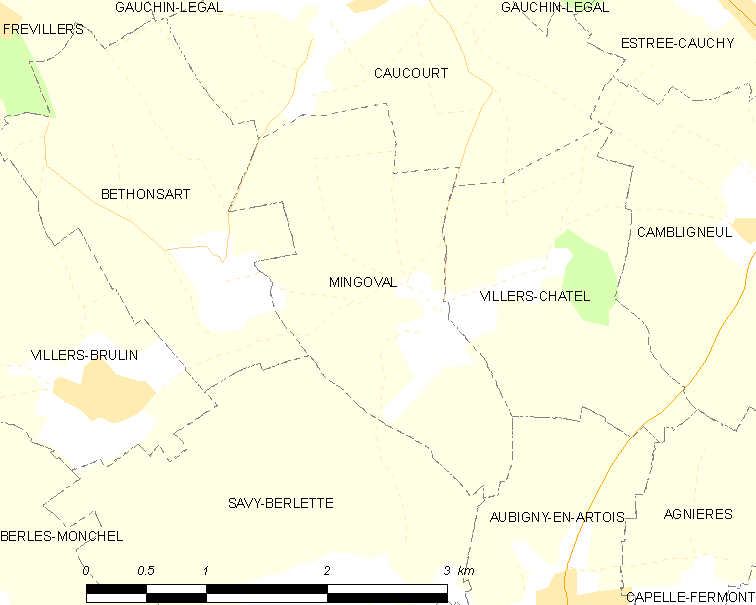
曼戈瓦勒的OSM定位图

曼戈瓦勒的时区为UTC+01:00、UTC+02:00（夏令时）。

## 行政
曼戈瓦勒的邮政编码为62690，INSEE市镇编码为62574。

## 政治
曼戈瓦勒所属的省级选区为阿韦讷勒孔特县。

## 人口

1962-2008年间曼戈瓦勒人口变化图示

曼戈瓦勒于2022年1月1日时的人口数量为231人。